# Max Morgenthaler
Max Morgenthaler (ur. 20 maja 1901 w Burgdorf, zm. 8 września 1980 w Jongny) – chemik, wynalazca kawy rozpuszczalnej.

## Życiorys
Urodził się jako syn Otto Morgenthalera (1861–1940), adwokata i lokalnego polityka w Burgdorf oraz Mety Luise Rau (1866–1902). Jego starszym bratem był pisarz Hans Morgenthaler. Ożenił się z Idą Stauffer (1900–1977) i miał z nią dwóch synów.
Po standardowej edukacji szkolnej w Burgdorf, studiował chemię w Burgdorf i obronił z niej doktorat na politechnice w Bernie (promotorem był Fritz Ephraim). Pracował kolejno we własnym laboratorium i w federalnym organie nadzoru przemysłu mleczarskiego.
W 1929 podjął zatrudnienie w Nestlé S.A. w Vevey, początkowo zajmując się kontrolą jakości przetworów mlecznych, kakao i ekstraktów roślinnych. Rok później, pod wpływem kryzysu wywołanego klęską urodzaju kawy w Brazylii, otrzymał wraz z innymi osobami zadanie stworzenia technologii długoterminowego przechowywania tego surowca. Po badaniach trwających cztery lata eksperci stwierdzili, że nie ma sposobu powstrzymania degradacji jakości ziarna.
Morgenthaler mimo to nie zrezygnował i, mimo braku wsparcia pracodawcy, w prywatnych badaniach dalej usiłował znaleźć rozwiązanie problemu. Okazało się nim suszenie rozpryskowe naparu kawy, w wyniku czego powstawała kawa rozpuszczalna, nadająca się do długiego składowania. Uzyskał na nią patent jako osoba prywatna. Po prezentacji zarządowi Nestlé w 1936, podjęto produkcję i 1 kwietnia 1938 kawa rozpuszczalna weszła na rynek jako „Nescafé”. Przyniosła ona firmie wielkie sukcesy, a swojemu wynalazcy uznanie i nagrodę w postaci złotego medalu od władz koncernu.
W późniejszych latach stosunki wynalazcy z zarządem znacznie się pogorszyły. Powodem były różnice w sprawie ustalenia wydajności procesu ekstrakcji. Morgenthaler stał na stanowisku, że w trosce o jakość nie wolno przekraczać wydajności 25–28% (stosunek masy uzyskanego suchego ekstraktu do masy surowca kawowego). W związku z tym wprowadzenie zmian technologicznych prowadzących do osiągnięcia wydajności 40% uznał za fałszerstwo swojego wynalazku. Ostatecznie został zwolniony z odprawą w 1955 (lub w 1945).